# 5th Avenue
5th Avenue eller 5th Ave er en gade på Manhattan i New York. Gaden er kendt for sine modebutikker: Gucci, Chanel og Louis Vuitton m.fl. Langs 5th Avenue ligger mange af New Yorks mest kendte bygninger, som for eksempel Solomon R. Guggenheim Museum, Metropolitan Museum of Art, Frick Collection, Saint Patrick's Cathedral, Rockefeller Center, New York Public Library, Empire State Building, Flatiron Building og Washington Square Arch. 5th Avenue afgrænser desuden Central Park mod øst.
5th Avenue deler nord for krydset med Broadway Manhattan i øst og vest, således at de øst-vestgående gader vest for 5th Avenue benævnes fx West 45th Street, mens gaderne øst for 5th Avenue benævnes fx East 45th Street. Syd for krydset spiller Broadway samme rolle.
40°46′27″N 73°57′57″V / 40.774078°N 73.965863°V